# Kniagínivka
Kniagínivka (en ucraniano: Княгинівка, romanizado: Kniahynivka; en ruso: Княгиневка, romanizado: Kniagínevka) es un asentamiento urbano ucraniano perteneciente al óblast de Lugansk. Situado en el sureste del país, hasta 2020 era parte del área municipal de Krasni Luch, pero hoy es parte del raión de Rovenki y del municipio (hromada) de Jrustalni. Sin embargo, según el sistema administrativo ruso que ocupa y controla la región, Kniagínivka sigue perteneciendo al área municipal de Krasni Luch.
El asentamiento se encuentra ocupado por Rusia desde la guerra del Dombás, siendo administrado como parte de la de facto República Popular de Lugansk y luego ilegalmente integrado en Rusia como parte de la República Popular de Lugansk rusa.

## Geografía
Kniagínivka está 6 km al sureste de Jrustalni y 59 km al suroeste de Lugansk.

## Historia
El pueblo fue fundado en 1784.
Kniagínivka recibió en 1960 el estatus de asentamiento de tipo urbano. 
En verano de 2014, durante la guerra del Dombás, los separatistas prorrusos tomaron el control de Kniagínivka y desde entonces está controlado por la autoproclamada República Popular de Lugansk.

## Demografía
La evolución de la población entre 1989 y 2022 fue la siguiente:
| 1861                                                          | 946 | 886 | 821 | 816 |
| (Fuente: Cities & Towns of Ukraine y UKRAINE: Größere Städte) |     |     |     |     |

Según el censo de 2001, la lengua materna de la mayoría de los habitantes, el 74,71%, es el ruso; del 25,14% es el ucraniano.